# Lars Säfsund
Lars Gunnar Säfsund, född 11 februari 1976 i Nacka församling, Stockholms län, är en svensk sångare.

## Biografi
Lars Säfsund spelade Simon seloten i Jesus Christ Superstar på Maximteatern, Mark Cohen Rent på Göta Lejon och Daddy Cool i Sweet Charity på Intiman. Han medverkade även i första versionen av Rent på Göta Lejon där bl.a. var leadsångare i låten "Bryr nån sig".
Han var med i trion Biondo som kom på andra plats med låten Shine i den Rumänska melodifestivalen 2008 . Han är dessutom sångare i rockgrupperna Lionville, Work of Art och Enbound. Under 2003 var han även med i syntgruppen Bobby.
Han var husbandssångare i första säsongen av Singing Bee på TV3.
Sen 2016 har han gjort sånginsatser & Röstskådespelare i Lejonvakten på Disney Junior.
I flera säsonger, senast 2023, var han den manliga sångrösten i Lets Dance i TV4.

## Teater

### Roller (ej komplett)
| År   | Roll       | Produktion                                              | Regi                    | Teater     |
| ---- | ---------- | ------------------------------------------------------- | ----------------------- | ---------- |
| 2006 | Mark Cohen | Rent Jonathan Larson                                    | Jan Åström Roger Lybeck | Göta Lejon |
| 2022 | Petrus     | Jesus Christ Superstar Andrew Lloyd Webber och Tim Rice | Fredrik Rydman          | Turné      |